# Хосе Карлос Маріатегі
Хосе Карлос Маріатегі (ісп. José Carlos Mariátegui La Chira, 14 червня 1894, Мокеґуа — 16 квітня 1930, Ліма) — перуанський діяч робітничого руху, письменник, публіцист, літературний критик і журналіст, соціальний і політичний філософ, соціолог і історик, теоретик марксизму.

## Життєпис
Народився в сім'ї бідного службовця, який покинув родину, коли Маріатегі був ще дитиною; разом із братом і сестрою виховувався матір'ю. У дитинстві (в 1902 році) отримав сильну травму лівої ноги, від якої так і не зміг повністю оговтатися. Через цю травму йому довелося залишити школу, і свої енциклопедичні знання він отримав у процесі самоосвіти.
Спочатку мріяв стати римсько-католицьким священиком, але з 14 років змушений почати працювати у друкарні, де пройшов шлях від посильного і чорнороба до журналіста: друкувався в газеті La Prensa і журналі Mundo Limeño, а потім — у більш лівому виданні El Tiempo. З другої половини 1910-х років почав активно брати участь у робітничому русі, заснувавши журнал La Razón, пропагуючи соціалістичні ідеї і підтримуючи боротьбу за університетську реформу та страйки за восьмигодинний робочий день, а також зниження вартості товарів першої необхідності.
За свою політичну діяльність у 1919 році висланий урядом Ауґусто Легія з країни і емігрував до Європи, подорожуючи по Франції, Німеччині, Австрії, Бельгії, Чехословаччині. У Європі він зустрічався з багатьма лівими політиками і діячами культури, такими як Максим Горький, Г. В. Чичерін , Анрі Барбюс і Антоніо Ґрамші.
В результаті, він осів в Італії, де одружився і спільно з ще декількома перуанськими емігрантами створив марксистський гурток. Він був свідком окупацій заводів Турина робітниками у так зване «Червоне дворіччя», а в січні 1921 року був присутній на XVII з'їзді Італійської соціалістичної партії в Ліворно, на якому стався історичний розкол, що призвів до формування комуністичної партії. Коли він покинув країну у 1922 році, Беніто Муссоліні вже був на шляху до влади. У фашизмі, що зароджувався, Маріатегі побачив жахливу ціну, яку суспільство в умовах кризи платило за провали лівого руху.

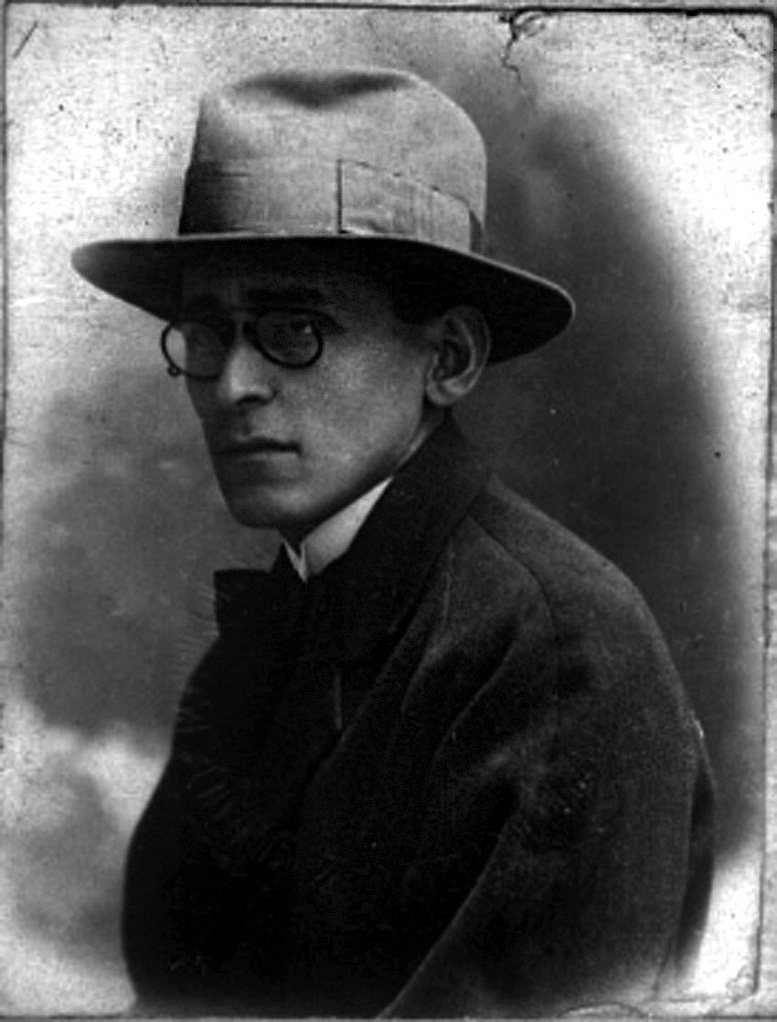
Маріатегі на Генуезькій конференції, 1922 рік

Маріатегі повернувся на батьківщину у 1923 році і знову почав брати активну участь у робітничому русі, в діяльності профспілок, студентських об'єднань та народних університетів. Він також першим почав застосовувати марксистські методи до вивчення Перу, одним із перших давши марксистський аналіз історії та культури Латинської Америки. Крім того, він почав контактувати з Віктором Раулем де ла Торре, який очолював Американський народно-революційний альянс (APRA); оскільки того було вигнано з країни, Маріатегі в жовтні 1923 року замінив його як редактора журналу Claridad. П'ятий випуск видання в березні 1924 року присвячено В. І. Леніну.
У 1924 році наслідки його травми загострилися настільки, що ногу довелося ампутувати. У 1926 році заснував суспільно-політичний і літературний журнал Amauta як форум для обговорення проблем соціалізму, мистецтва і культури в Перу та всієї Латинської Америки. На його сторінках активно друкувався і він сам, спочатку підтримуючи політику Американського народно-революційного союзу як широкого антиімперіалістичного і демократичного фронту. У 1927 році заарештований і поміщений у військовий шпиталь, опісля ще кілька разів піддавався домашньому арешту. З 1928 року він також видавав робочу газету Labor.
У 1928 році разом з Уго Пеше заснував Перуанську соціалістичну партію (після 1930 року перейменовану на комуністичну) й обраний її першим генеральним секретарем. Незабаром він також став одним із засновників Загальної конфедерації трудящих Перу (CGTP), яку потім представляв як делегат на установчому з'їзді Латиноамериканської конференції профспілок у Монтевідео. Помер у 1930 році від післяопераційних ускладнень. Похований на кладовищі «Пастор Матіас Маестро».
Незважаючи на ранню смерть у неповні 36 років, Маріатегі вважається одним із найвпливовіших латиноамериканських соціалістів XX століття. Його найважливіша робота — «Сім нарисів тлумачення перуанської дійсності» (ісп. 7 ensayos de Interpretación de la Realidad Peruana) (1928), присвячена різним питанням історії, соціології та літератури Перу, у якій, зокрема, він виступав проти перуанських латифундистів і в підтримку корінних народів країни.
Починаючи з економічної історії країни, книга переходить до обговорення «індіанської проблеми», яку Маріатегі вважав центральною як для розуміння історичної еволюції Перу, так і для аналізу національної ситуації в XX столітті. Її він вважав нерозривно пов'язаною з рішенням «земельного питання». Інші нариси присвячені проблемам народної освіти, релігії, літератури, регіоналізму та централізму. Суть поглядів Маріатегі зводилася до того, що соціалістична революція в Латинській Америці повинна розвиватися на основі місцевих умов і особливостей (включаючи традиційні для індійського суспільства форми колективізму), не копіюючи в точності європейський досвід.

## Автобіографія

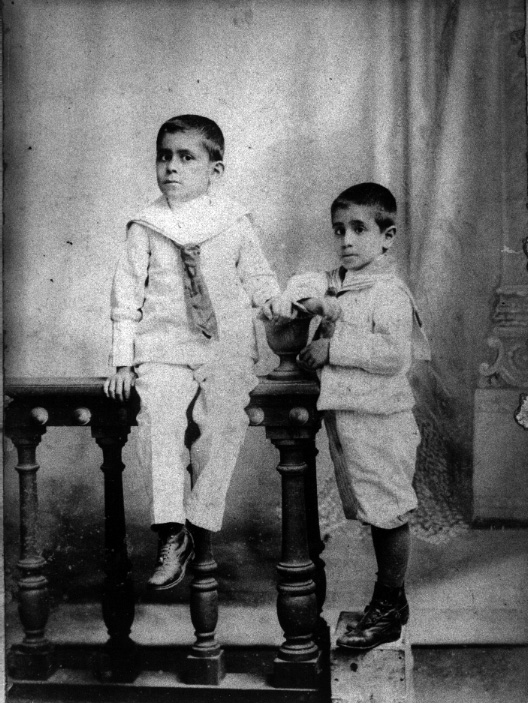
Маріатегі з братом Хуліо Сезаром у дитинстві, 1904 рік

У 1926 році один із аргентинських друзів Маріатегі звернувся до нього з проханням повідомити для подальшої публікації про найбільш істотні моменти його життя. Відповідь Маріатегі помістилася на одному аркуші і містила такі дані: 
«Я народився в 1895 році. У 14 років вступив до редакції газети підсобним робітником. У газетах працював до 1919 року (спочатку в „Ла Пренса“, потім у „Ель Тьємпо“ і, нарешті, у „Ла Расон“). В останній газеті ми виступали за університетську реформу. З 1918 року, коли я вже був ситий по зав'язку креольською політикою, я рішуче звернув до соціалізму, порвавши з початковими захопленнями літератора, зараженого декадентством і витонченим візантійством кінця століття, які в той час розцвіли пишним цвітом. З кінця 1919 року до середини 1923 року я подорожував Європою. Більше двох років прожив в Італії, де засвоїв деякі ідеї, тут таки познайомився зі своєю майбутньою дружиною. Я був у Франції, Німеччині, Австрії та інших країнах. Через дружину і сина я не зміг поїхати до Росії. Перебуваючи в Європі, я домовився з кількома перуанцями про соціалістичну діяльність. Статті цього часу відображають розвиток моїх соціалістичних переконань. Після повернення до Перу у 1923 році, в своїх репортажах, лекціях у Студентській федерації і Народному університеті, статтях і такому іншому я роз'яснював ситуацію у Європі і почав роботу з дослідження національної дійсності відповідно до марксистських методів. Я вже говорив, що в 1924 році мало не вирушив на той світ. Я втратив ногу. Ситуація була дуже серйозною. Звичайно, спокійне існування допомогло б мені повністю вилікуватися. Але ні бідність, ні занепокоєння духу не дозволяють мені вести спокійне життя. Я опублікував лише одну книгу. Ви її знаєте. Нещодавно я закінчив ще дві книги. Сподіваюся писати і надалі. Ось у декількох словах історія мого життя. Не думаю, що варто публікувати її. Але я не міг відмовити Вам у Вашому проханні. Так, мало не забув: я самоучка. Колись вступив до університету у Лімі з єдиною метою — вивчити латинь у межах, необхідних для моєї наукової роботи. В Європі я теж відвідував лекції. Але ніколи я не наважувався відмовитися від свого позауніверситетського положення…»

### Твори Маріатегі
- Огляд індіянського питання (1928) [Архівовано 1 жовтня 2020 у Wayback Machine.]
- Людина і міт (1930) [Архівовано 1 жовтня 2020 у Wayback Machine.]
- Семь очерков истолкования перуанской действительности (1928) [Архівовано 23 квітня 2019 у Wayback Machine.](рос.)
- José Carlos Mariátegui Main Internet Portal [Архівовано 15 червня 2020 у Wayback Machine.](ісп.)
- José Carlos Mariátegui Internet Archive [Архівовано 9 вересня 2020 у Wayback Machine.](англ.)

### Про нього
- Website of Mariátegui Museum in Lima (ісп.)